# Gokak
Gokak là một thị xã và là nơi đặt hội đồng thành phố của huyện Belgaum thuộc bang Karnataka, Ấn Độ.

## Địa lý
Gokak có vị trí 16°10′B 74°50′Đ / 16,17°B 74,83°Đ Nó có độ cao trung bình là 554 mét (1817 feet).

## Nhân khẩu
Theo điều tra dân số năm 2001 của Ấn Độ, Gokak có dân số 67.166 người. Phái nam chiếm 51% tổng số dân và phái nữ chiếm 49%. Gokak có tỷ lệ 67% biết đọc biết viết, cao hơn tỷ lệ trung bình toàn quốc là 59,5%: tỷ lệ cho phái nam là 74%, và tỷ lệ cho phái nữ là 60%. Tại Gokak, 13% dân số nhỏ hơn 6 tuổi.

## Thác Nước Gokak
Gokak là điểm đến nổi tiếng với vẻ đẹp tự nhiên tuyệt vời, đặc biệt là nhờ Thác Gokak - một thác nước hùng vĩ. Thác nước này thường được gọi là "Niagara của Ấn Độ" vì sự tương đồng của nó với thác Niagara tại Canada. Nguồn nước của thác bắt nguồn từ sông Ghataprabha và trải qua vách đá sa thạch hình móng ngựa, tạo ra một cảnh tượng ấn tượng.